# Девід Амрам
Де́від Ве́рнер А́мрам ІІІ (англ. David Werner Amram ІІІ; 17 листопада 1930, Філадельфія, Пенсільванія) — американський джазовий композитор, диригент і музикант-мультиінструменталіст.

## Біографія
Народився 17 листопада 1930 року у Філадельфії (штат Пенсільванія). Двоюрідний брат диригента Отто Клемперера. Зацікавився джазом завдяки батькові, а етнічною музикою — дядькові, який був моряком-торговцем. Починав грати на ріжку. Вчився грати на трубі і фортепіано у Кертісовому інституті музики; з 14 років грав на валторні.
У 1943 році переїхав у Вашингтон. Грав на трубі з Луї Брауном (1943), на валторні з Діком Лейтом (1946), у джаз-бенді Бадді Роуелла-Еда Даймонда; грав у Національному симфонічному оркестрі і власному секстеті зі Спенсером Сінатрою (1951—52). Служив в армії в Європі (1952—55). Грав у Німеччині з Юттою Гіпп, Альбертом Мангельсдорффом (1953—55), у Парижі з Анрі Рено, Стефаном Граппеллі, Саді, Лайонелом Гемптоном (1955).
У 1955 році поребрався у Нью-Йорк. Грав з Сахібом Шихабом-Кенні Берреллом (1955—56), з власним квартетом з Джорджем Барроу (1955—71), Чарльзом Мінгусом (1956), оркестром Оскара Петтіфорда (1956—58), Пеппером Адамсом-Джеррі Доджоном (1957), Кенні Доргемом (1959). Концертував з Діззі Гіллеспі з 1957 року.
З кінця 1950-х працював як композитор на телебаченні, кіно та в театрі. Написав музику для таких кінофільмів, як «Молоді дикуни» (1961), «Велич в траві» (1961), «Маньчжурський кандидат» (1962). Грав з Фредді Реддом (1966), Мінгусом, Джеррі Стейгом (1968), власним квартетом з Пеппером Адамсом (1970). Грав з Мері Лу Вільямс (1971), власним квартетом з Пакіто Д'Рівера (1985), Пеппером Адамсом-Джеррі Доджоном (1988). З початку 1970-х виступав на музичних фестивалях народної музики, давав майстер-класи у коледжах та школах по всьому світу. E У 1988 році удостоєний звання почесного доктора Університету Гартфорда.

## Дискографія
- Jazz Studio No. 6: The Eastern Scene (Decca, 1957)
- Jazz Portrait (Decca, 1961)
- Subway Night (RCA, 1972)
- Triple Concerto (RCA, 1974)